# Himara
Himara (albánsky také Himarë) je město ležící v Albánii. 
Nachází se mezi městy Saranda a Vlora a je osídleno převážně řeckou menšinou. Mnozí obyvatelé města v 90. letech minulého století odešli hledat práci do sousedního Řecka a proto bylo město ještě nedávno vylidněné. Až v posledních letech se z něj stalo klidnější letovisko.
Kromě modernějšího centra u pobřeží, stojí za návštěvu stará část Himara na návrší asi 2 km severně. Nedotčené historické památky, zejména kostelíky a spleť uliček, sice nejsou v příliš dobrém stavu, ale právě proto naprosto autentické. Z terasy na vrcholu jsou nádherné výhledy směrem k moři.
Celý okres je obydlen z většiny bilingvní albánsko-řeckou populací, všudypřítomná je alfabeta, řecké pokrmy i helénská modro-bílá vlajka.